# جورج جوستين
جورج جوستين (بالإنجليزية: George Heath)‏ هو مهندس أمريكي، ولد في 1862، وتوفي في 1943.

## وصلات خارجية
- جورج جوستين على موقع DriverDB.com (الإنجليزية)